# Lythraria salicariae
Lythraria salicariae är en skalbaggsart som först beskrevs av Gustaf von Paykull 1800.  Lythraria salicariae ingår i släktet Lythraria, och familjen bladbaggar. Arten är reproducerande i Sverige.

## Bildgalleri

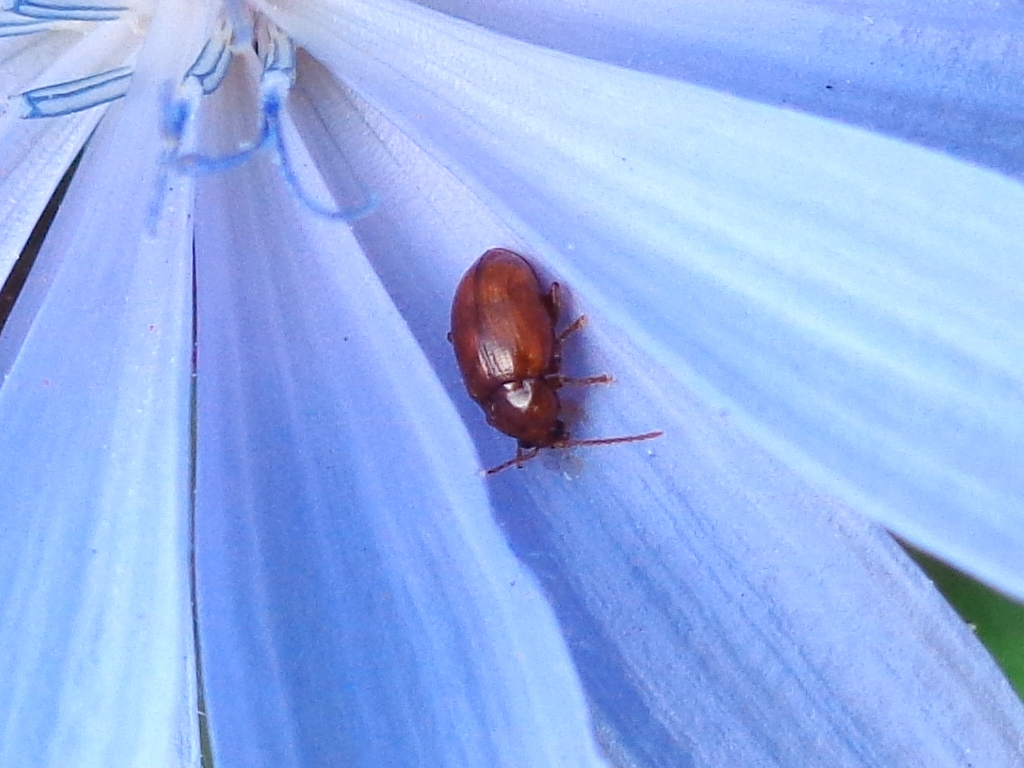